# Cosina maculata
Cosina maculata is een insect uit de familie van de mierenleeuwen (Myrmeleontidae), die tot de orde netvleugeligen (Neuroptera) behoort. 
Cosina maculata is voor het eerst wetenschappelijk beschreven door Esben-Petersen in 1918.